# Флаг Белебеевского района
Флаг Белебе́евского района является официальным символом муниципального района Белебеевский район Республики Башкортостан Российской Федерации. Учреждён 24 ноября 2006 года.

## Описание
«Прямоугольное полотнище с соотношением ширины к длине 2:3, состоящее из двух горизонтальных полос: верхней зелёного цвета шириной 3/4 ширины полотнища и нижней красного цвета; в центре зелёной полосы скачущий конь белого цвета с гривой, хвостом и копытами жёлтого цвета».
«Прямоугольное полотнище с соотношением ширины к длине 2:3, разделённое по горизонтали на две неравные полосы: верхнюю зелёную в 3/4, несущую в центре фигуру из герба: белого скачущего коня, и нижнюю красную в 1/4 ширины полотнища».

## Обоснование символики
Флаг, разработанный на основе герба, отражает исторические, географические, социально-экономические, культурные и национальные особенности и традиции. Район расположен на уникальной по красоте и природно-климатическим условиям Бугульминско-Белебеевской возвышенности, где берут начало множество рек, питающих великую русскую реку Волгу. Поэтому полотнище флага зелёного цвета. Зелёный цвет также символизирует изобилие, плодородие и мир.
В центре зелёной полосы расположен скачущий серебряный конь. В геральдике образ коня наделён многими положительными свойствами: храбростью льва, зоркостью орла, силой волка, быстротой оленя, ловкостью лисицы. Серебряная лошадь является солнечным символом жизни и света, символизирующей трудолюбие, мужество, силу, воинскую доблесть и славу. Скачущая лошадь — символ непрерывного, динамичного развития района.
Кони служили людям и в ратном деле, и в мирной жизни. Белебеевская земля богата ковыльными степями, на которых пасутся табуны кобылиц, дающих целебное молоко для производства кумыса, дарящего богатырскую силу и здоровье. Традиция кумысоделия сохранена и ныне: район славится своими кумысолечебницами.
Красный цвет символизирует любовь, мужество, смелость.